# برج کانتون
برج کانتون (به چینی: 广州塔) یک برج مخابراتی واقع در شهر گوانگژو، جمهوری خلق چین می‌باشد. این برج ۶۰۰ متر ارتفاع دارد و همچنین با نام برج گوانگژو شناخته می‌شود. این برج برجی چند منظوره است که تا قبل از ساخته شدن برج خلیفه در دبی به عنوان بلندترین برج جهان شناخته می‌شد. شکل پیچ خورده کانتون مربوط به امپراتوری روسیه ثبت اختراع شماره ۱۸۹۶، مورخ ۱۲ مارس ۱۸۹۹ ولادیمیر شوکوف، از مهندس و معمار روسی است.

## نگارخانه

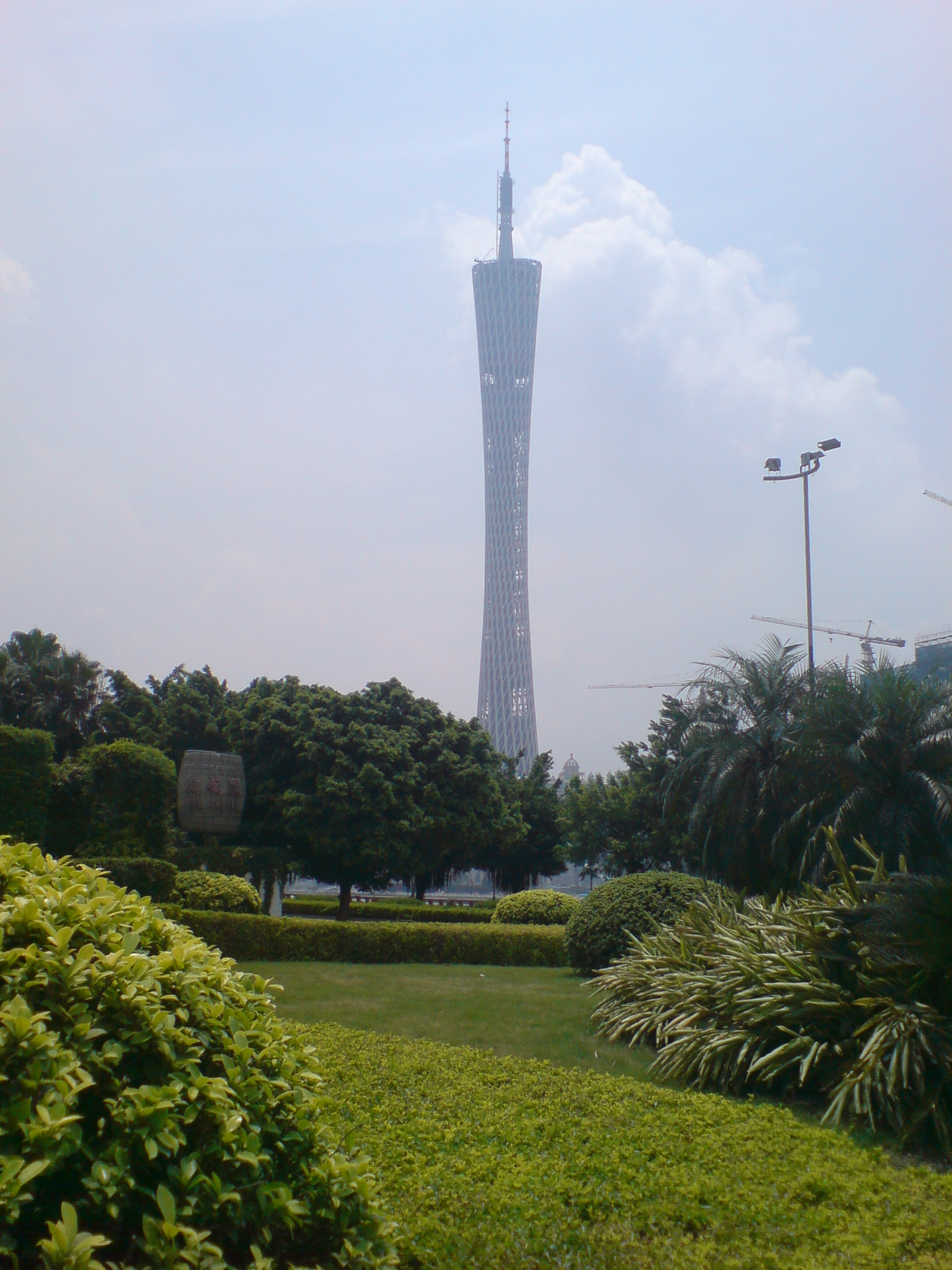
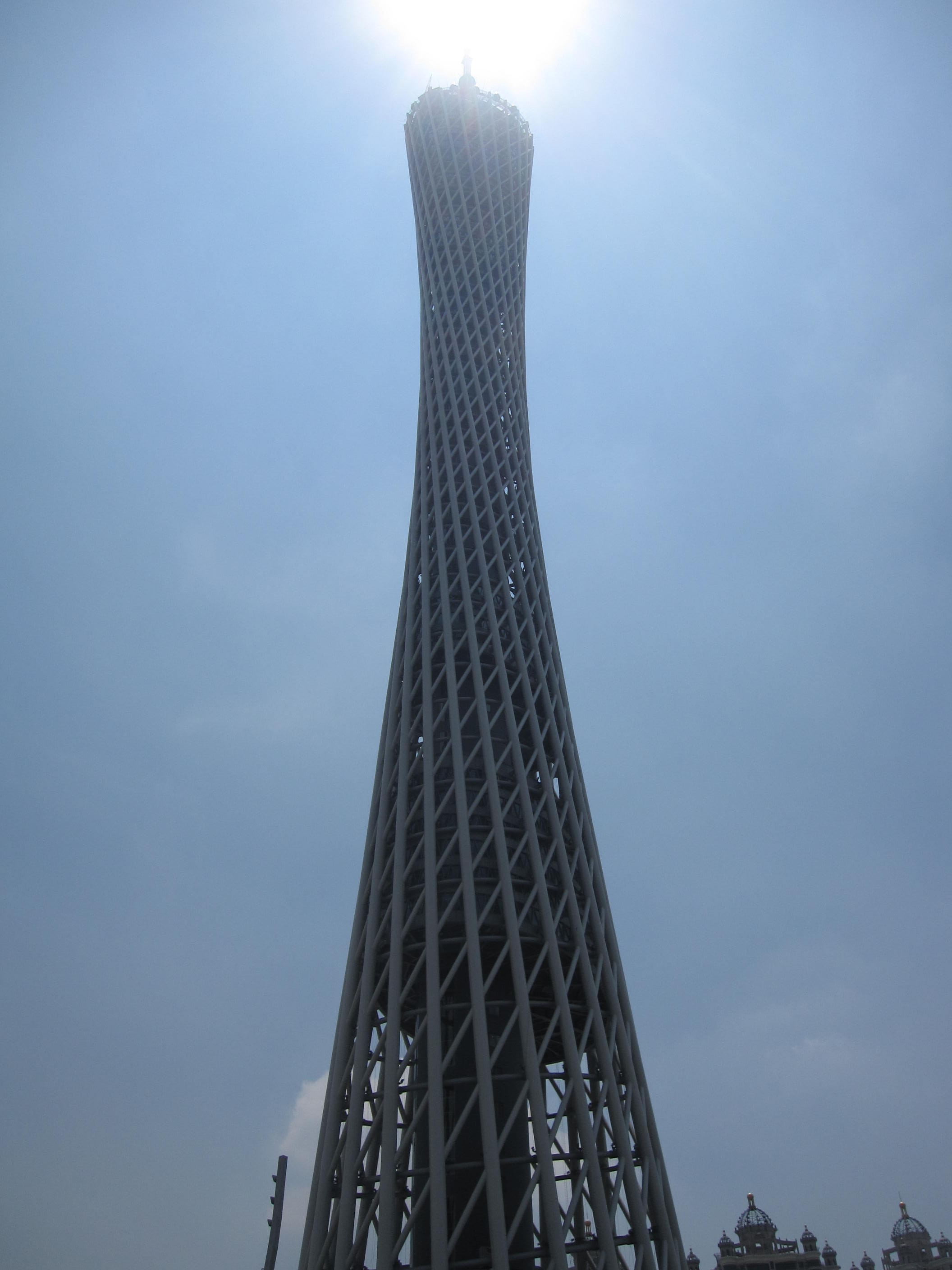
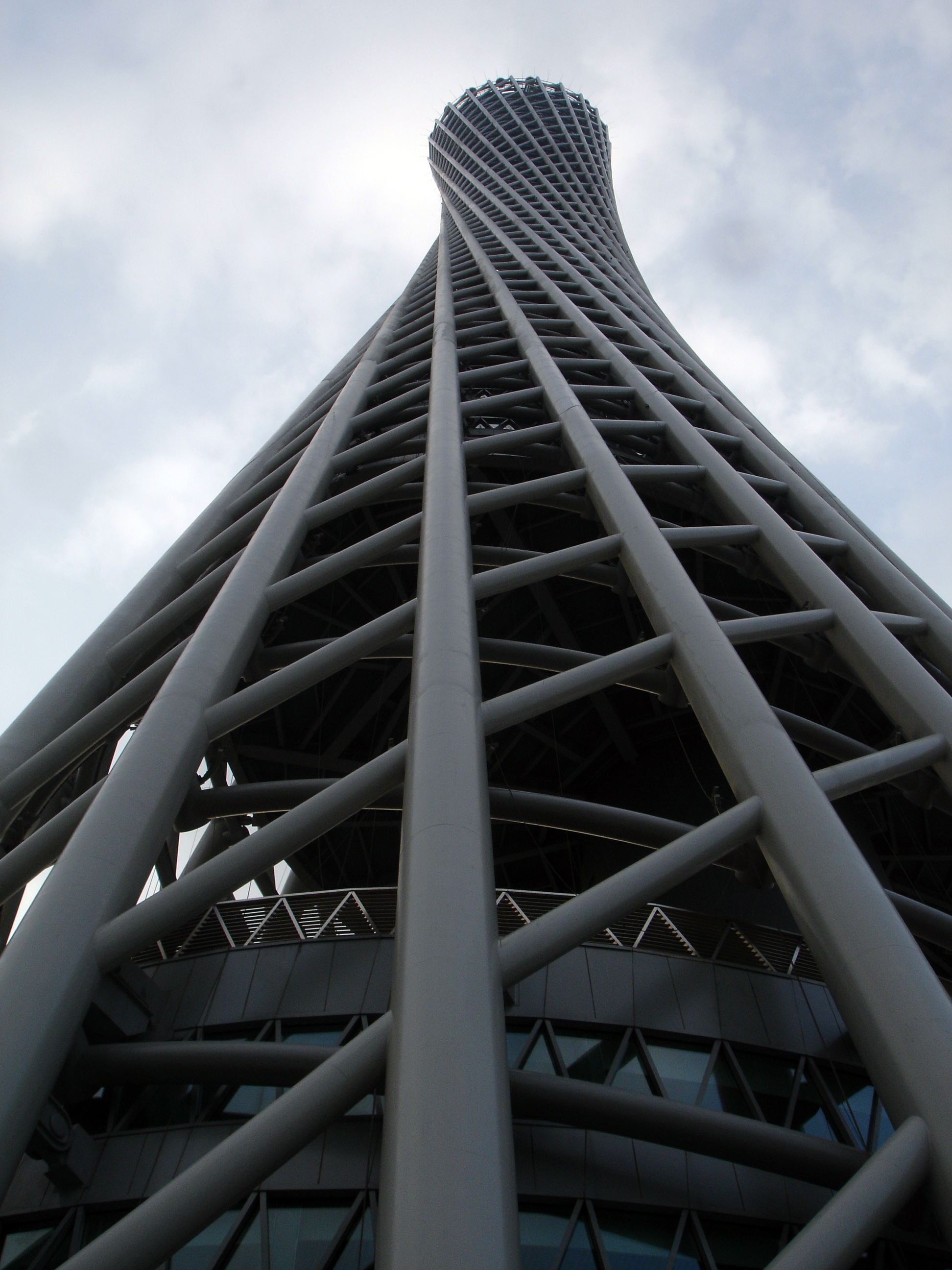
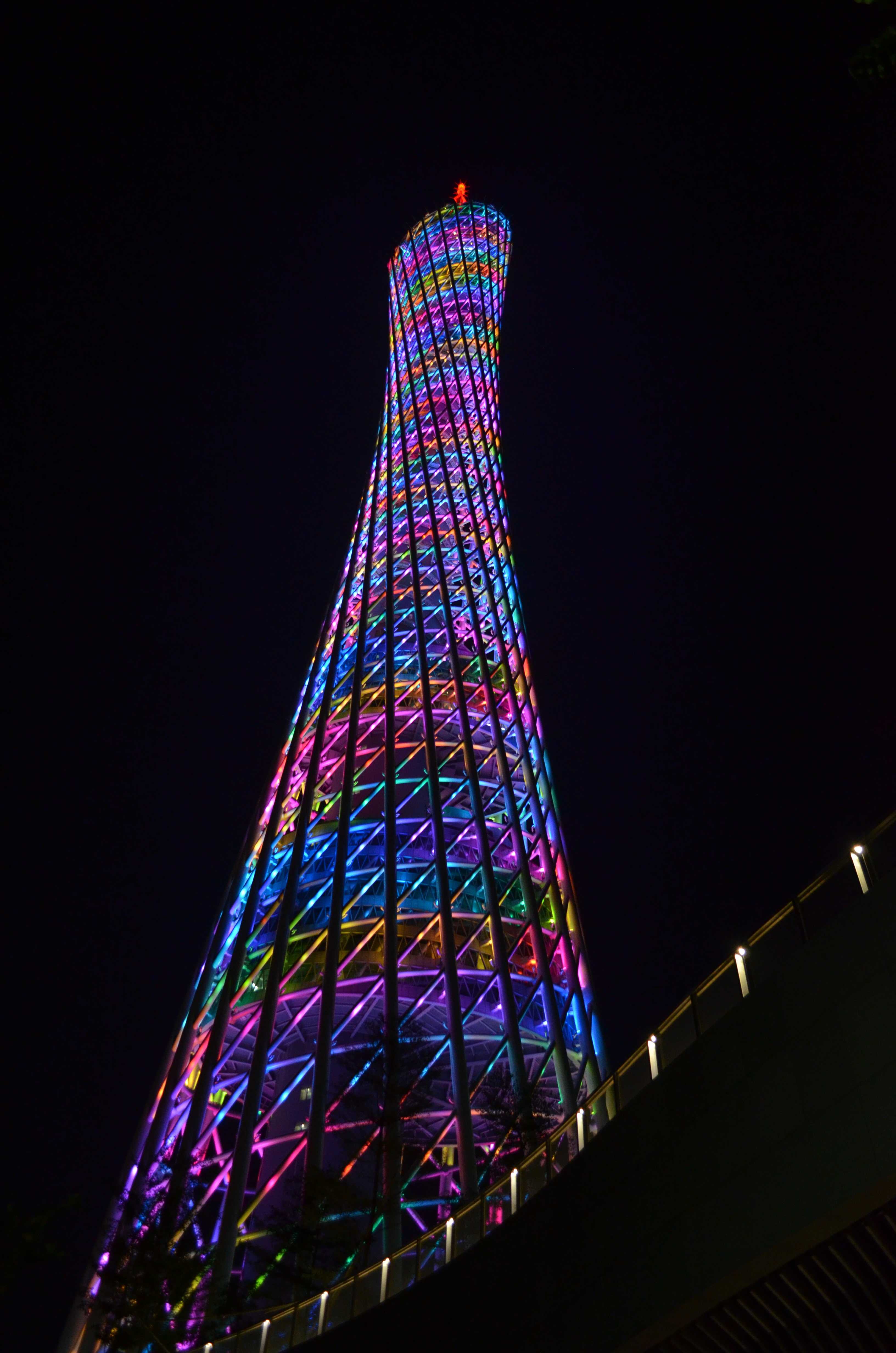
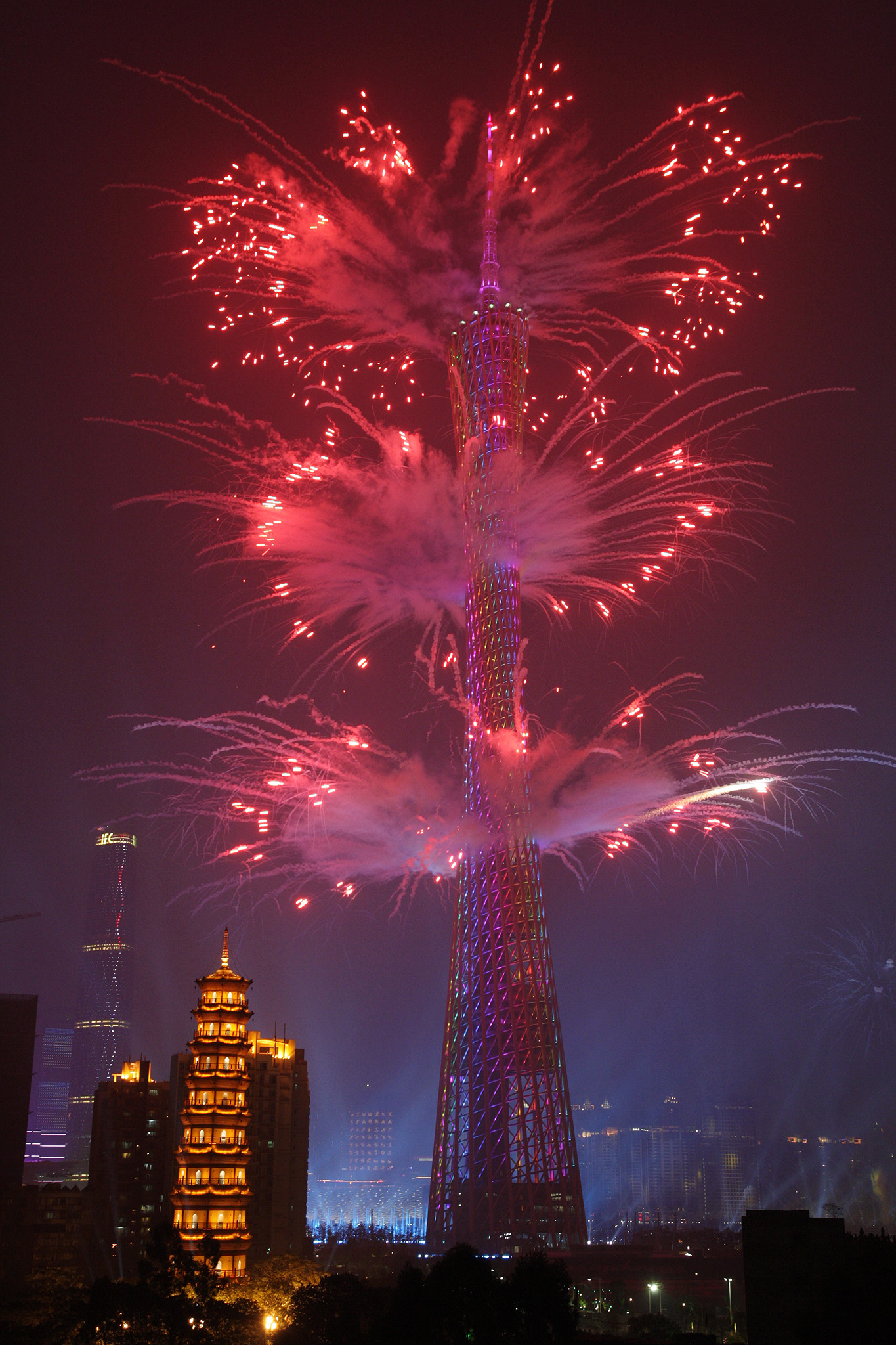